# Мухоловка жовтодзьоба
Мухоловка жовтодзьоба (Humblotia flavirostris) — вид горобцеподібних птахів родини мухоловкових (Muscicapidae). Ендемік Коморських Островів. Це єдиний представник монотипового роду Жовтодзьоба мухоловка (Humblotia), названого на честь французького натураліста Леона Амбло.

## Опис
Довжина птаха становить 14 см. Верхня частина тіла сіро-коричнева, нижня частина тіла білувата, сильно поцяткована темними смужками. Тім'я темне, поцятковане світлими смужками, на тімені невеликий, малопомітний чуб. Дзьоб і лапи жовтувато-оранжеві. Спів — м'які трелі.

## Поширення і екологія
Жовтодзьобі мухоловки є ендеміками острова Великий Комор. Вони живуть у вологих тропічних лісах і чагарникових заростях на схилах діючого вулкана Картала, на висоті від 800 до 2000 м над рівнем моря. Живляться переважно комахами. Гніздяться у жовтні-грудні. Гніздо чашоподібне, розміщується на вершині дерева, на висоті 12-15 м над землею.

## Збереження
МСОП класифікує цей вид як такий, що перебуває під загрозою зникнення. За оцінками дослідників, популяція жовтодзьобих мухоловок становить від 10 до 20 тисяч птахів. Їм загрожує знищення природного середовища, а також хижацтво з боку ітродукованих щурів і конкуренція з інтродукованими індійськими майнами.